# Allmacht
Mit Allmacht, Allmächtigkeit oder Omnipotenz (von lateinisch omnis „ganz“, „alles“ und potentia, potestas „Macht“) wird die Fähigkeit bezeichnet, jedes Ereignis – ggf. auch jenseits naturwissenschaftlicher Erklärbarkeit – in Gang zu setzen oder zu beeinflussen.

## Die Allmacht Gottes

### Antike religiöse Vorstellungen ohne einen allmächtigen Gott
Die Götter der griechischen Mythologie waren nicht allmächtig. Uranos wurde von Kronos entmannt, weil er als erstes Unrecht ersann, so erklärte es letzterem die Mutter Gaia. Zeus – der mächtigste unter den Göttern – entmachtete wieder diesen und brauchte selbst wieder die Hilfe der Hekatoncheiren, um im Kampf gegen die Titanen bestehen zu können. Bei Vergil wird er allerdings oft mit dem sich auch metrisch anbietenden Júpiter ómnipoténs bezeichnet, und die Fata, unklar entweder mit einem ihm übergeordneten Schicksal oder mit seinen eigenen Willensentschlüssen zu identifizieren, sind unfehlbar und unabänderlich, zeichnen sich aber besonders auch dadurch aus, dass sie innerhalb gesteckter Grenzen Spielraum offenlassen. „Omnipotens“ steht hier als epitheton ornans in Analogie zu Ausdrücken wie ignipotens (der Feuerbeherrscher: Vulcanus) oder armipotens (der Waffenmächtige: Mars).

### Verschiedene Auffassungen vom Begriff der Allmacht
Allmacht als Attribut eines Gottes kennzeichnet die monotheistischen Religionen.
Der Begriff der Allmacht ist in unterschiedlichen Bedeutungen gebraucht worden. Es lassen sich drei prinzipielle Bedeutungen unterscheiden:
1. Gott kann absolut alles, es gibt für ihn nicht nur keine denkbare, sondern gar keine Handlungsbeschränkung, d. h., er kann auch die Naturgesetze und die Gesetze der Logik (z. B. durch widersprüchliches Handeln) überschreiten.
2. Gott kann alles, d. h., auch in den Lauf der Welt eingreifen und dabei gegen die Naturgesetze verstoßen (d. h., Gott kann Wunder tun), nicht jedoch widersprüchlich handeln.
3. Gott vermag außer widersprüchlichem Handeln alles zu tun, ist jedoch durch verschiedene weitere Eigenschaften oder Umstände in seinem Handeln beschränkt (beispielsweise Allgüte, Liebe, Ermöglichung der Willensfreiheit,[1] Verständlichkeit, Unveränderlichkeit der Vergangenheit,[2] Respektierung der Naturgesetze,[3] Einhaltung dessen, was er selbst versprochen oder angekündigt hat (Gottes Wort)).

### Allmacht und Allwissenheit
Vielfach wird Allwissenheit für eine logische Konsequenz von Allmacht gehalten. So schreibt Gerhard Streminger: „Die Eigenschaft der Allwissenheit dürfte bereits im Begriff der Allmacht enthalten sein, denn ein Wesen, dem es an Wissen fehlt, fehlt es auch an Macht. Ist ein Wesen hingegen allmächtig, so ist es auch allwissend.“
Auf der anderen Seite gibt es die Auffassung, dass Allmacht und Allwissenheit eines Gottes einander ausschließen – jedenfalls wenn man Allwissenheit so versteht, dass sie vollständiges Wissen über die Zukunft einschließt, und man voraussetzt, dass Gott an Zeit gebunden agiert. Richard Dawkins führt aus, es sei „der Aufmerksamkeit der Logiker nicht entgangen, dass Allwissenheit und Allmacht unvereinbar sind. Wenn Gott allwissend ist, muss er bereits wissen, wie er mit seiner Allmacht eingreifen und den Lauf der Geschichte verändern wird. Das bedeutet aber, dass er es sich mit dem Eingriff nicht mehr anders überlegen kann, und demnach ist er nicht allmächtig.“

### Kritik am Begriff der Allmacht
Der Allmachtsbegriff gerät vor allem im Zusammenhang mit dem Theodizee-Problem in die Kritik. In Anbetracht der Leiden auf der Welt kann die Kombination von Allmacht, Allgüte, Allwissenheit und Verständlichkeit in einer Gottheit problematisch erscheinen.
Hans Jonas vertritt die Theorie, die Allmacht sei logisch hinfällig. Macht sei ja nur dann Macht, wenn sie auf Widerstand treffe, unendliche Macht habe aber keinen Widerstand mehr, hier wäre also die Allmacht eine leere Macht.
Das Allmachtsparadoxon: Ein allmächtiger Gott müsste einen Stein schaffen können, den er selbst nicht heben kann. Entweder er kann es, dann ist er nicht allmächtig, sonst könnte er ihn heben. Oder er kann es nicht, auch dann ist er nicht allmächtig.
Man kann dem entgegenhalten, dass für einen allmächtigen Gott die Regeln der Logik – die das Paradoxon entstehen lassen – nicht gelten, so dass auch bei einem absoluten Allmachtsverständnis (vergleiche oben) ein Paradoxon gar nicht entstünde. Nach dieser Interpretation könnte Gott uneingeschränkt handeln, das heißt, er könnte auch einen unhebbaren Stein, trotz weiterbestehender Allmacht, schaffen. Dies führt allerdings dazu, dass ein solcher Gott nicht mehr (differenziert) erkannt und verstanden werden kann, und sich letztlich in einem leeren Begriff erschöpft, über den keine weiteren vernünftigen Aussagen mehr möglich sind. Aus einem so verstandenen Begriff folgen nicht nur beliebige Möglichkeiten (eine Unmöglichkeit gäbe es nicht mehr); auch die Aussage, dass nichts unmöglich sei, wäre sinnlos, da es sich dabei selbst um eine logische Folgerung handelt (und gerade für die Ungültigkeit der Logik steht ja in diesem Sinne die absolute Allmacht).
Eine solche Auslegung des Begriffes der Allmacht ist indes nur sehr selten anzutreffen, da ein solcher Gott nicht mehr Bestandteil einer kohärenten Lehre sein kann und es für den Menschen sinnlos ist, über etwas zu spekulieren, das man per definitionem nicht mit nachvollziehbaren Mitteln (Logik) erkennen oder deuten kann. Daher wird von der überwiegenden Mehrheit der Philosophen und Theologen ein gemäßigterer Allmachtsbegriff vertreten, der nicht zum oben genannten Paradoxon führt.
Eine andere Lösung dieser Frage besteht im Betrachten dessen, was da gefordert wird:
Da ein Objekt nur in einem Gravitationsfeld gehoben werden könnte, kann ein Stein, der deutlich größer und schwerer als jedes andere Objekt im Universum ist, mangels geeignetem Gravitationsfeld nicht gehoben werden. Um ihn heben zu können, müsste Gott also einen noch größeren Stein erschaffen, um den ersten Stein dann im Gravitationsfeld des zweiten Steins anzuheben.
Nach Auffassung des Realismus liegt eine Auflösung des Paradoxons darin, dass das in sich Widersprüchliche auch und gerade von Gott nicht gefordert werden darf. Gott ist demnach nicht nur logisch, sondern die Quelle aller Logik, ja der Logos selbst. Einen Mangel vom Vollkommenen zu fordern oder eine Beschränkung für eine Fähigkeit auszugeben, ist in sich (und gerade wegen Gott) unschlüssig. Deshalb bleibt die Vollkommenheit Gottes, zu der auch seine Allwissenheit, Allmacht und Allgüte gehören, diesen Lehren zufolge unangetastet; vergleiche auch die Natürliche Theologie.
Diese Auflösungsversuche gehen allerdings mit Einschränkungen des Allmachtsbegriffs einher oder können durch Umformulierungen des Paradoxons entkräftet werden.

### Religiöse Vorstellungen ohne allmächtigen Gott
In der Bibel kommt der Allmachtsbegriff nicht vor, jedenfalls nicht explizit. Die Vulgata verwendet den Terminus omnipotens als lateinische Übersetzung der entsprechenden hebräischen und griechischen Ausdrücke (z. B. in 1. Mose 17,1 und in Offb 21,12: Deus omnipotens). Das hebräische „Alte Testament“ benutzt indes Ausdrücke wie „Jahwe Zebaoth“ („Herr der Heerscharen“) oder „El Shaddai“, wobei nicht klar ist, was „Shaddai“ genau bedeutet. Die Septuaginta verwendet parallel dazu nicht selten die Vokabel pantokratōr („Allherrscher“ [o. ä.]), die auch im Neuen Testament zehnmal vorkommt, neunmal davon in der Johannesoffenbarung. In Offb 11,17 beispielsweise ist vom „Allherrscher“ in einem Gebet die Rede, und dabei gilt Gott, dem „Allherrscher“, der hier in der zweiten Person angeredet wird, der Dank dafür, dass er bzw. „dass du“ nun „deine große Macht ergriffen und die Herrschaft angetreten hast“. Das Wort pantokratōr beschreibt damals also nicht eine Eigenschaft, meint insofern durchaus noch nicht „Allmächtiger“ (und spricht insbesondere auch nicht von „Allmacht“), sondern ist zunächst ein „Namenselement“, zugleich (lediglich) „Ausdruck kontrafaktischer Hoffnung“, und das gerade auch auf dem Hintergrund „früher erfahrener Rettungen und angesichts entgegenstehender Mächte“.
Einige Monotheisten lehnen die Vorstellung, dass Gott allmächtig sei, völlig ab. Im Unitarischen Universalismus, in weiten Teilen des Konservativen Judentums und des Reformjudentums, und in einigen Strömungen des Protestantismus, der Prozesstheologie und des Offenen Theismus heißt es, Gott wirke in der Welt nicht durch Zwang, sondern durch Überzeugung. Gott manifestiere sich in der Welt durch Inspiration und durch die Schaffung von Möglichkeiten, nicht durch Wunder und durch Verletzungen der Naturgesetze.
Die evangelische Theologin Dorothee Sölle entwickelte eine kritische Haltung zur Lehre von der Allmacht Gottes. Sie vertrat die Auffassung: „Gott hat keine anderen Hände als unsere.“
Die Orthodoxe Theologie lehrt statt der Allmacht, dass Gottes Macht unbeschränkt ist (Negative Theologie).

## Die Allmacht des Staates
Gelegentlich wird der Begriff auch im Zusammenhang mit staatlichem Handeln benutzt, insbesondere in Herrschaftsformen in denen dieses Handeln einer unzureichenden Kontrolle unterliegt.

## Die Allmacht des Menschen (Allmachtsphantasien)
Allmächtig ist somit jenes Wesen, das alle erdenklichen Situationen meistert, den Gesetzen von Werden und Vergehen nicht unterworfen ist und phantastische Fähigkeiten besitzt – so z. B. allein mit den Mitteln des Willens zu bewirken, was dem Rest der Welt verwehrt bleibt. Erwähnenswert sind auch Allmachtsphantasien, in denen der Mensch als Reaktionsbildung der tiefen Kränkung begegnet, zumindest seine eigene Herkunft nicht beeinflussen zu können.